# Ruslan Rotan
Ruslan Petrowytsch Rotan (ukrainisch Руслан Петрович Ротань; * 29. Oktober 1981 in Poltawa) ist ein ukrainischer Fußballtrainer und ehemaliger Fußballspieler, der zuletzt bei Dynamo Kiew unter Vertrag stand und in der ukrainischen Nationalmannschaft als deren Kapitän fungierte.
Der 176 cm große Rotan ist in der Offensive stärker als in der Defensive und wurde vorwiegend im rechten Mittelfeld eingesetzt.

## Karriere
Seit Januar 2008 spielt er wieder für Dnipro Dnipropetrowsk wie bereits von 1999 bis 2005. Von Sommer 2005 bis Januar 2008 spielte er bei Dynamo Kiew. Unter Oleh Blochin gab er in der ukrainischen Nationalmannschaft sein Debüt im Jahr 2004. Blochin berief damals viele Spieler von Dnipro Dnipropetrowsk, wo Rotan damals spielte. Das erste Tor für die Ukraine erzielte er in Almaty im WM-Qualifikationsspiel gegen Kasachstan. Bei Dnipro trägt er die Nummer 29, beim Nationalteam meistens die 8. 
Rotan wurde in den 23-köpfigen Kader für die Fußball-WM 2006 berufen, wo er in 3 Spielen mitwirkte. Für die nächsten beiden großen Turniere konnte sich die Ukraine nicht qualifizieren, aber bei der Fußball-Europameisterschaft 2012 gehörte er erneut zum Nationalteam, kam aber nur einmal zum Einsatz. Bei der Fußball-Europameisterschaft 2016 in Frankreich stand er mit 34 Jahren noch einmal im Aufgebot der Ukraine. Nach Niederlagen in den ersten beiden Spielen wurde er in der dritten Partie gegen Polen in die Startelf geholt. Trotzdem schied das Team danach als Gruppenletzter aus.
Sein 100. und letztes Länderspiel bestritt er am 27. März 2018 gegen Japan.

## Erfolge
- Ukrainischer Meister: 2007
- Ukrainischer Pokal: 2006, 2007
- Ukrainischer Superpokal: 2006, 2007
- Teilnahme an einer WM: 2006 (3 Einsätze)